# Cot Bada Tunong
Cot Bada Tunong is een bestuurslaag in het regentschap Bireuen van de provincie Atjeh, Indonesië. Cot Bada Tunong telt 994 inwoners (volkstelling 2010).